# Вулиця Доли (Тернопіль)
Вулиця До́ли  — невелика тупикова вуличка в центральній частині Тернополя.

## Пам'ятки архітектури

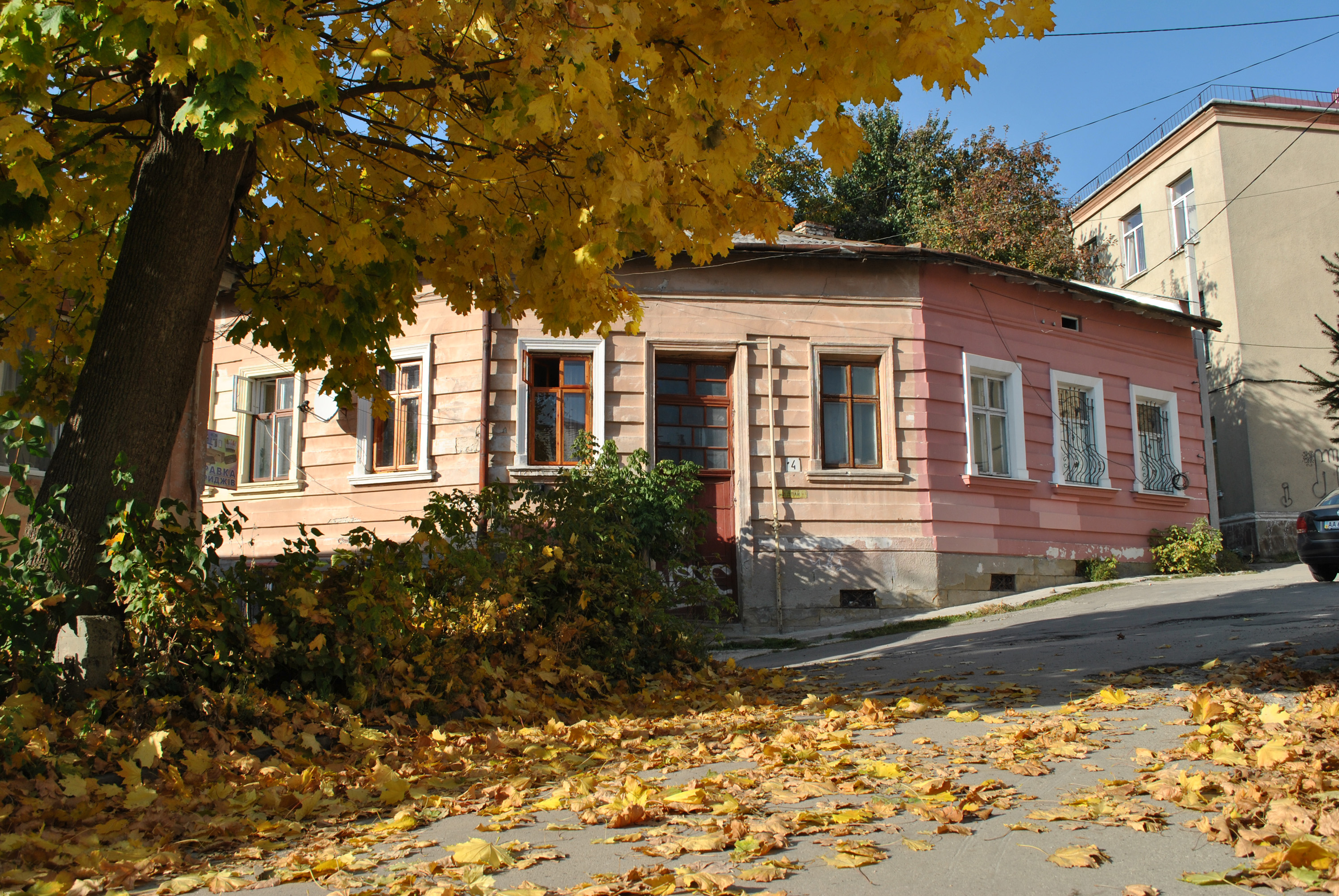
Житловий будинок XIX ст., вул. Доли, 4

На вулиці є пам'ятки архітектури місцевого значення:
- Житловий будинок XIX ст., вул. Доли, 4, охоронний номер 1977-М.
- Житловий будинок XIX ст., вул. Доли, 7, охоронний номер 1979-М.
- Житловий будинок XIX ст., вул. Доли, 8А, охоронний номер 1978-М.

## Установи та організації
На вулиці розташовані
- Тернопільська обласна організація Української спілки ветеранів Афганістану;
- Тернопільський обласний осередок всеукраїнської громадської організації «Закінчимо війну»;
- Тернопільське міське об'єднання інвалідів війни в Афганістані;
- Тернопільська обласна туристська контрольно-рятувальна служба.

## Транспорт
Транспорт на вулицю Доли майже не заїжджає, окрім авто мешканців будинків та розміщених тут установ. Найближчі зупинки громадського транспорту на вулиці Князя Острозького, Руській і Митрополита Шептицького.